# Hamude ibne Maomé de Zanzibar
Hamude ibne Maomé Abuçaíde (em árabe: حمود بن محمد; romaniz.: Hamud bin Mohammed), GCSI, (nascido em 1853-18 de julho de 1902) (governou 27 de agosto de 1896-18 de julho de 1902) (em árabe: ) foi o sultão de Omã do protetorado britânico de Zanzibar, que baniu a escravidão na ilha.
Hamude tornou-se sultão com o apoio do cônsul britânico, Sir Basil Cave, após a morte de Hamade ibne Tuaini. Antes que ele pudesse entrar no palácio, outro potencial candidato ao trono, Calide ibne Bargaxe, tomou o palácio e se declarou sultão, o que resultou na Guerra Anglo-Zanzibari.
Hamude concordou com as demandas britânicas para que a escravidão fosse banida em Zanzibar e que todos os escravos fossem libertados. Por causa disto, foi condecorado pela Rainha Vitória e seu filho e herdeiro, Ali ibne Hamude, foi levado à Inglaterra para ser educado.
Na sua morte em 1902, ele foi sucedido por seu filho mais velho, Ali ibne Hamude.

## Títulos
- 1853-1896: Saíde Hamude ibne Maomé
- 1896-1898: Sua Alteza Sultão Saíde Hamude ibne Maomé, Sultão de Zanzibar
- 1898-1902: Sua Alteza Sultão Saíde Sir Hamude ibne Maomé, Sultão de Zanzibar, GCSI

## Honras
- Cavaleiro Grande Comandante da Ordem da Estrela da Índia (GCSI)-1894